# Wellbank
Wellbank ist eine Ortschaft in der schottischen Council Area Angus. Sie liegt rund neun Kilometer nordöstlich des Zentrums von Dundee und 17 Kilometer südwestlich von Arbroath.

## Geschichte
In der Umgebung von Westbank finden sich verschiedene Spuren früherer Besiedlung der Region. Zu den prominentesten Spuren zählen der Souterrain Carlungie sowie der Dun St Bride’s Ring südlich beziehungsweise südöstlich von Wellbank. Das Tower House Affleck Castle bei Monikie datiert auf das späte 15. Jahrhundert. Im frühen 16. Jahrhundert entstanden um Wellbank die Festen Häuser Murroes House und Gagie House.
In den vergangenen Jahrhunderten bedeutete die Flachsspinnerei einen bedeutenden Wirtschaftszweig in Wellbank.
Wellbank entwickelte sich im Wesentlichen im Laufe des 20. Jahrhunderts durch den öffentlichen Wohnungsbau. So steig die Einwohnerzahl von 262 im Jahre 1961 auf 608 im Jahre 2011 an.

## Verkehr
Die B978 bildet die Hauptverkehrsstraße von Wellbank. Innerhalb weniger Kilometer besteht Anschluss an die A90 (Edinburgh–Fraserburgh) im Westen sowie die A92 (Dunfermline–Stonehaven) im Süden.